# Bouřka

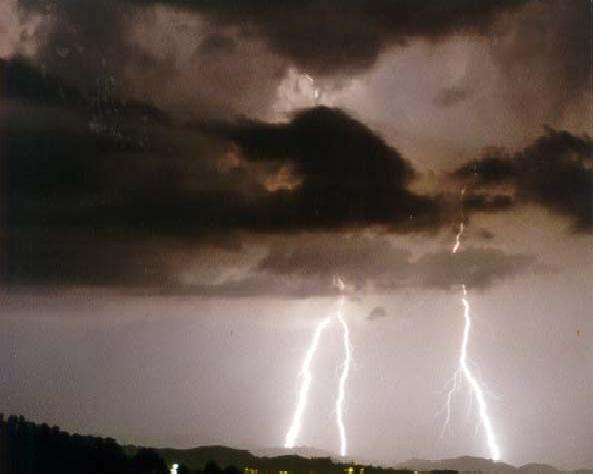
Výboje blesku

Bouřka je soubor elektrických, optických a akustických jevů vznikajících mezi oblaky navzájem nebo mezi oblaky a zemí, které doprovázejí výskyt blesků. Bouřky dále označujeme podle doby a místa vzniku, pohybu, vzdálenosti od místa pozorování, intenzity projevů atd.

Bouřky jsou vázány na cumulonimby. Oblak cumulonimbus má několik dalších synonymních jmen – kumulonimbus, bouřkový oblak a kupa dešťová.

## Jevy vázané na cumulonimbus

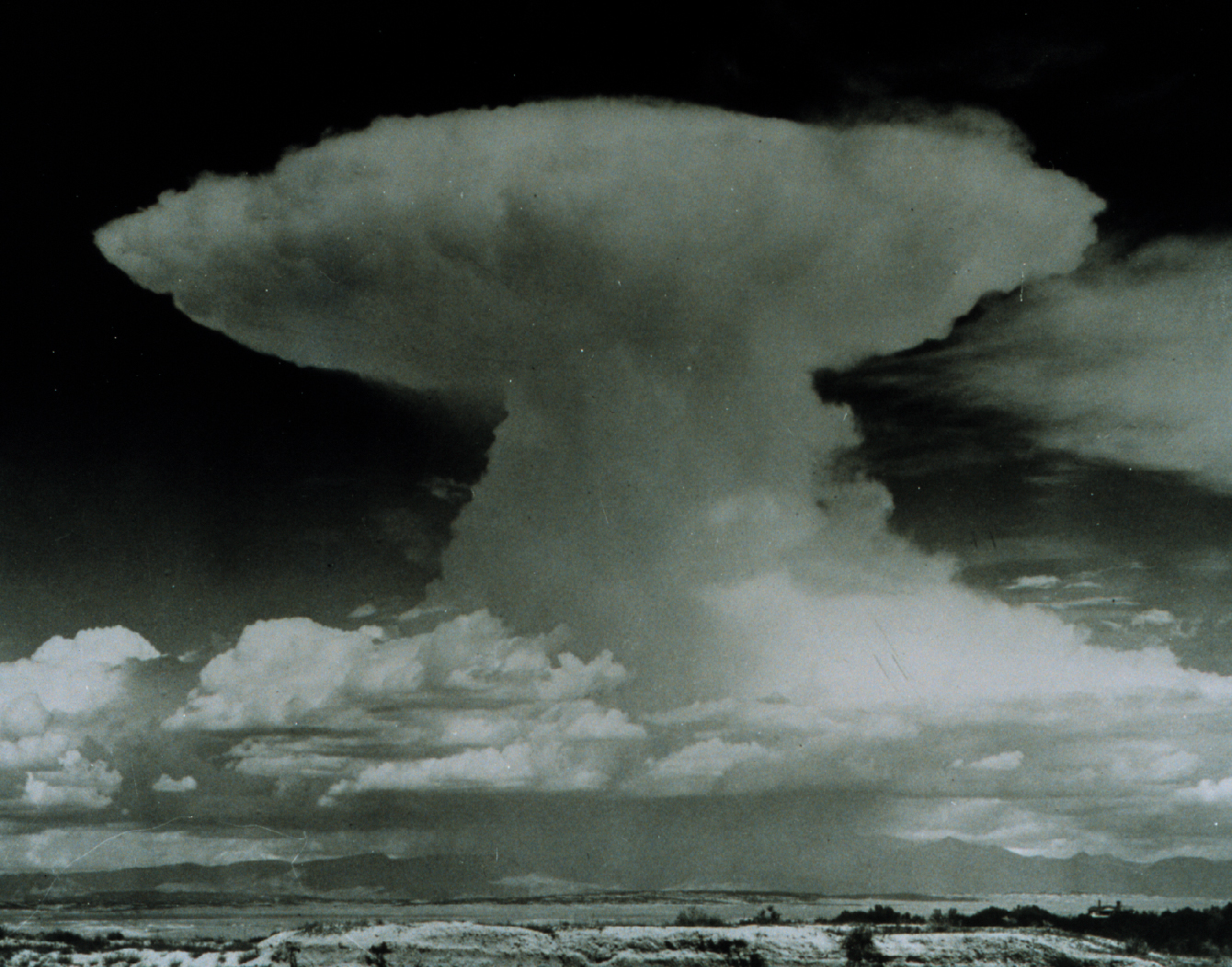
Cumulonimbus

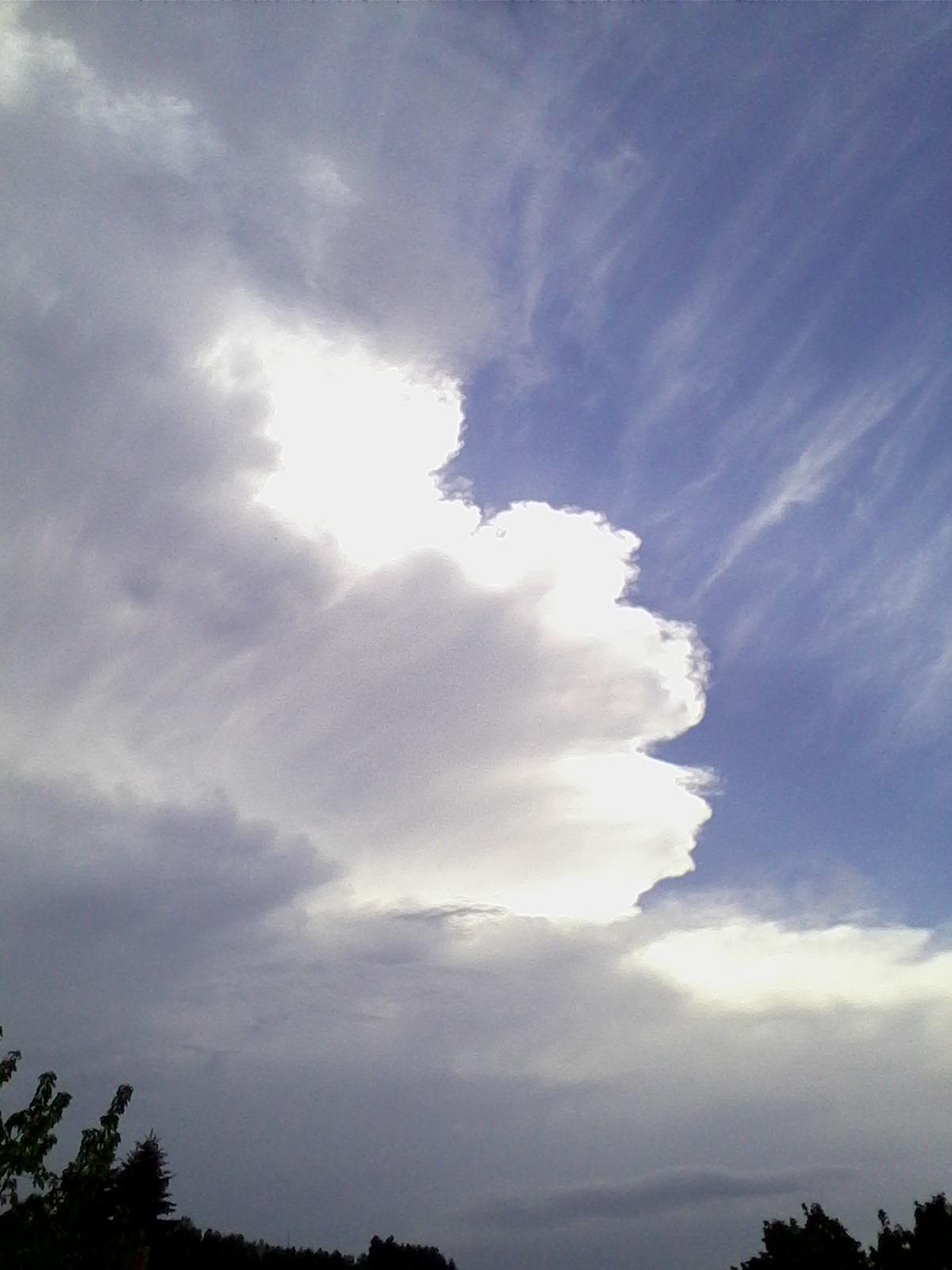
Bouřkový Cumulonimbus ze země

Na cumulonimby jsou vázány některé závažné atmosférické jevy, těmi nejmírnějšími jsou déšť, sníh, sněhové krupky, bleskové výboje v oblaku a hřmění. Mnohem závažnější je nárazový vítr (tzv. húlava), kroupy, bleskové výboje mezi oblakem a zemí nebo dokonce tornáda (velká tromba).

## Dělení bouřek podle místa výskytu
- frontální bouřky
  - bouřky studené fronty
  - bouřky teplé fronty
- nefrontální – uvnitř vzduchové hmoty
  - kvazifrontální
  - advekční
  - konvekční

## Životní cyklus bouřkového oblaku
Každý bouřkový oblak je tvořen nejméně jednou bouřkovou buňkou, která prochází stádiem cumulu, stádiem dospělosti a nakonec stádiem rozpadu. Životní cyklus bouřek byl objeven v roce 1949 jako výsledek spolupráce U.S. Weather Bureau's, U.S. Army Air Force, U.S. Navy a National Advisory Committee for Aeronautics (kterou dnes známe pod jménem NASA) na projektu „The Thunderstorm Project“, který lze považovat za historický milník ve výzkumu bouřek. 
Ve stádiu cumulu vystupuje masa vlhkého a teplého vzduchu vzhůru. Tento pohyb nazýváme konvekcí. Vodní páry ve vzduchu se prudce ochlazují za vzniku drobných kapek, které pozorovatel ze země vnímá jako oblak cumulus mediocris. Rychlost výstupných proudů je umocněna tím, že prohřátý vlhký vzduch je mnohem lehčí než suchý, byť stejně teplý, takže na něj působí mnohem větší vztlakové síly, navíc při kondenzaci dochází k uvolňování dalšího tepla. Takto se také vytváří oblast nízkého tlaku vzduchu pod bouřkovým oblakem. Vzniká cumulus congestus.
Stádium zralosti, nahromaděná vodní pára se rozpíná v horních vrstvách troposféry a rozprostírá se do kovadliny (incus). Výsledný oblak se nazývá cumulonimbus. Vodní pára kondenzuje a vznikají těžké kapky a ledové částice, které padají dolů pod oblak. Pozorovatel na zemi je vnímá jako déšť. Teploty v horních vrstvách troposféry jsou velice nízké, takže se kapky mění v led a padají dolů jako kroupy. V tomto stádiu stále existují výstupné proudy, padající déšť vytváří také sestupné proudy. Existence obou těchto proudů vyvolává vnitřní turbulence, které jsou příčinou vzniku silného větru, blesků, ale také tornád.
Konečně v posledním stádiu, stádiu rozpadu, ustávají výstupné proudy a pokračují převážně slabé sestupné pohyby. Protože většina vzdušné vlhkosti vypadla z oblaku v podobě srážek, není již dostatek vlhkosti v nižších vrstvách vzduchu k udržování tohoto cyklu – buňka zaniká.

## Bouřky v mytologii
Bouřky měly vždy velký vliv na lidstvo. Staří Řekové si je spojovali s Diem, vládcem bohů a pánem nebes. Římané v nich spatřovali Jupitera metajícího blesky ukované Vulkánem. Původní obyvatelé Ameriky v nich spatřovali hromového ptáka, který slouží Velkému duchu. Na druhou stranu, germánské kmeny tento úkaz přisuzovali Donarovi, kterého dnes mnozí znají spíše pod jménem Thór.  I když se to modernímu člověku může zdát kuriózní, nepřestávají ho bouře fascinovat, o tom svědčí i to, že každé jaro vyrážejí lovci bouří do rovin Velkých plání, aby zkoumali projevy bouří a tornád.

## Výzkum
Aristotelés (řecký filozof a učenec) jako první začal uvažovat o blesku jako o světlu vznícených stoupajících výparů, které se nad povrchem země vysráží v mracích.
Benjamin Franklin (americký politik, diplomat, přírodovědec a vynálezce) se o více než dvě tisíciletí později podařilo potvrdit souvislost mezi bleskem a elektřinou. Věnoval se pozorování bouřek a blesků. V polovině 18. století se rozhodl tuto svojí zálibu rozvinout a začal se aktivně věnovat experimentům během bouřek. Hypotézu popisující vztah mezi bleskem a elektřinou publikoval v roce 1750. Ve Filadelfii nechal zkonstruovat výzkumnou věž, aby se zde mohly provádět pokusy, ale již během stavby ho napadlo, že vlastnosti a projevy bouřky by mohlo být možné zkoumat pomocí letícího draku, něhož by vypustil do blízkosti bouřkového mraku. Roku 1752 tedy sestavil draka a za bouřky ho s pomocí šňůrky z hedvábí vypustil. Déšť však draka i šňůrku rychle promočil. Franklinovi po vodivé šňůrce na ruku přeskočila jiskra. Dokázal tak, že bouřka skutečně s elektřinou souvisí. Škoda jen, že neměl tušení o tom, že několik týdnů před ním se obdobný pokus podařilo učinit francouzskému přírodovědci jménem Thomas François Dalibard. Franklin se o atmosférický druh elektřiny zajímal stále. Vynalezl první bleskosvod.
Prokop Diviš (kněz, přírodovědec a vynálezce) nezávisle na Franklinovu objevu zkonstruoval vlastí bleskosvod, jenž zaujímal místo na zahradě fary v Příměticích od roku 1754 až do Divišovy smrti.
Nikola Tesla (fyzik a vynálezce) se proslavil hlavně díky svým pokusům s elektřinou. Mezi jeho vynálezy patří například střídavý motor, Teslův transformátor, vodní turbína, či první rentgenová lampa. Bez jeho experimentů se střídavým elektrickým proudem by se dnešní domácnosti neobešly. V Colorado Springs v laboratoři na přelomu 19. a 20. století se mu podařilo vytvářet blesky pomocí vysokého napětí. Účelem bylo porozumět chování blesků natolik, aby se před nimi daly ochránit elektrické dálkové rozvody.

## Hrom (hřmění)
Akustický doprovod blesku se nazývá hrom. Elektrický výboj prudce ohřívá okolní vzduch, který se rychle rozpíná, což vyvolává slyšitelnou rázovou vlnu (aerodynamický třesk).
Vzhledem k tomu, že zvuk se šíří výrazně pomaleji než světlo, v závislosti na vzdálenosti od výboje vnímá pozorovatel hřmění s určitým časovým odstupem po vlastním záblesku. Rychlost šíření světla je téměř 300 000 kilometrů za sekundu, což je na Zemi lidským zrakem nepostřehnutelné. Rychlost šíření zvuku ve vzduchu při teplotě 20 °C je 343 metrů za sekundu. Vidí-li pozorovatel, že se někde zablesklo, a uslyší-li následně se zpožděním hrom, může ze znalosti rychlosti šíření zvuku odhadnout, jak daleko od něj výboj proběhl. Blesk uhodil od pozorovatele ve vzdálenosti jednoho kilometru, slyší-li hrom přibližně po třech sekundách.
Pomyslná čára spojující místa, kde bylo v jednom okamžiku současně slyšet zahřmění, se nazývá izobronta.
Pokud se pozorovatel nachází v krátké vzdálenosti od místa vzniku blesku, vnímá hrom jako krátký a prudký třesk. Vzhledem k tomu, že se tento zvuk odráží od terénních nerovností (kopců) a dalších objektů, s rostoucí vzdáleností od výboje doléhá k pozorovateli s dalším zpožděním ozvěna, která celkový zvukový vjem (hřmění) prodlužuje.